# Спрус Пајн (Северна Каролина)
Спрус Пајн (енгл. Spruce Pine) град је у америчкој савезној држави Северна Каролина.

## Демографија
По попису из 2010. године број становника је 2.175, што је 145 (7,1%) становника више него 2000. године.
| Група             | 2000.         | 2010.         |
| Белци             | 1.936 (95,4%) | 1.959 (90,1%) |
| Афроамериканци    | 8 (0,4%)      | 9 (0,4%)      |
| Азијати           | 1 (0,0%)      | 18 (0,8%)     |
| Хиспаноамериканци | 77 (3,8%)     | 165 (7,6%)    |
| Укупно            | 2.030         | 2.175         |